# Акаси Сиганосукэ
Акаси Сиганосукэ (яп. 明石 志賀之助 Akashi Shiganosuke; ок. 1600 — ок. 1649) — японский борец сумо, официально признанный первым ёкодзуна. Его существование оспаривается. Вероятно, он был активен в эру Канъэй. Он был описан гигантского размера, ростом 2,58 метра и весом 184 кг. 
Есть предположение, что он родился в Уцуномии, префектура Тотиги, в семье самурая Яманоути Сюдзэна.
В XIX веке его легендарная репутация укрепилась, а его подвиги пересказывали и приукрашивали. Когда 12-й ёкодзуна Дзиммаку Кюгоро составлял первый список ёкодзун, Акаси был помещён на первое место. Несмотря на это, Таникадзэ Кадзиносукэ был первым, кого наградили титулом ёкодзуна, и поэтому его часто считают первым «настоящим» ёкодзуна.

## Карьера
Согласно фольклору сумо, Акаси принял участие в турнире сумо в Ёцуя, Токио в 1624 году и мгновенно стал популярным, что позволило организаторам сумо впервые брать плату за вход. Считается, что он получил титул Хиносита Кайсан (буддийский термин, обозначающий человека с невероятной силой) от третьего сёгуна Токугава Иэмицу.